# Crise diplomática da Colômbia com Equador e Venezuela de 2008

Mapa do Equador, Colômbia e Venezuela.

A crise diplomática da Colômbia com o Equador e a Venezuela de 2008 desenrolou-se logo depois que tropas da Colômbia mataram Raúl Reyes e um grupo de mais 16 guerrilheiros das Forças Armadas Revolucionárias da Colômbia (FARC), que se encontravam num acampamento na zona fronteiriça mas já em território equatoriano, na madrugada do dia 1 de março de 2008. Logo depois do acontecido, sem aparente autorização do governo equatoriano, consumou-se a reação do governo venezuelano, a qual mantinha já deterioradas as relações diplomáticas com a Colômbia.
A Colômbia anunciou em 4 de Março de 2008 que se descobriram planos de "bombas sujas" (armas radioativas) nos computadores capturados a Raúl Reyes. No dia seguinte a revista "Semana" publicou as descobertas de provas de ofertas do presidente da Venezuela às FARC de petróleo e contratos públicos.

## Antecedentes
As relações diplomáticas colombiano-venezuelanas viram-se afetadas logo de que o governo colombiano finalizara a mediação de Hugo Chávez e da senadora Piedad Córdoba para obter o acordo humanitário para libertação de reféns mantidos há anos pelas FARC.
O anúncio foi realizado em 21 de novembro de 2007, pelo porta-voz da Casa de Nariño, César Mauricio Velásquez. "O presidente da República dá por terminada a facilitação da senadora Córdoba e a mediação do Presidente Hugo Chávez, a quem agradece a ajuda que estava prestando".
O detonante da situação foi uma chamada do presidente venezuelano ao comandante do exército Mario Montoya, rompendo um "pacto de cavalheiros", acordo na última reunião de Chávez com o presidente colombiano Álvaro Uribe em Santiago de Chile.
No dia seguinte, ao meio-dia, Chávez ordenou a retirada do embaixador Pavel Rondón e o anúncio do congelamento das relações entre os dois países.
Na ocasião o presidente venezuelano disse "o que eu tenho feito é tratar de ajudar com transparência, dedicando horas e horas ao tema do acordo humanitário. É grave quando um governo mente e quando um presidente se tranca com seus principais assessores e ministros para produzir um documento carregado de mentiras. Por isso, eu declaro ao mundo que as relações com a Colômbia chegaram a um congelamento, porque perdi total confiança no governo da Colômbia; não acredito em absolutamente nada do governo." Chávez acusou Uribe de ser "mentiroso e cínico" e de dar uma "patada" nas possibilidades de alcançar a paz na Colômbia.
Horas depois, o presidente Uribe respondeu que a Colômbia necessita de "uma mediação contra o terrorismo e não legitimadores do terrorismo. Suas palavras, suas atitudes, dão a impressão que você não está interessado na paz da Colômbia, e sim que a Colômbia seja vítima de um governo terrorista das FARC", afirmou. Após, Uribe acusou o presidente Chávez de fomentar um projeto expansionista no continente, a qual não tenderia entrada na Colômbia.
Por sua parte, Equador, mediante seu presidente, Rafael Correa, havia expressado anteriormente seu mal-estar com o governo colombiano devido aos efeitos das fumigações de cultivos ilícitos na fronteira com glifosato. Este caso, considerado por Equador como um abuso do governo colombiano, foi levado à OEA, ao mesmo tempo que se anunciaram ações antes das Nações Unidas e a petição de indenizações para a população afetada.

## Morte de Raúl Reyes

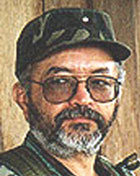
A morte de Raúl Reyes despoletou o incidente.

Em 1 de março de 2008, o governo colombiano, por meio do ministro de defesa, Juan Manuel Santos, confirmou a morte de Raúl Reyes, membro do Secretariado das FARC, em combates travados no território equatoriano. Houve protestos por parte do governo equatoriano e venezuelano pelo fato das tropas colombianas terem bombardeado o seu território durante a operação, segundo versão apresentada.
Marxista por convicção, se iniciou no movimento sindical antes de unir-se as FARC. Segundo fontes do governo colombiano foi quem deu as ideias da chamada Lei 002, extorquindo empresários e pessoas com patrimônio econômico superior a um milhão de dólares, a pagar um tributo a este grupo insurgente a fim de se evitar o sequestro.
Contra Raúl Reyes pesam várias condenações e ordens de captura por terrorismo, homicídio agravado, narcotráfico, sequestro com fins terroristas, rebelião, lesões pessoais e porte ilegal de armas. Tem sido acusado de ter planejado vários sequestros e atentados terroristas na Colômbia desde 1991. Entre as acusações estavam várias mortes de policiais e militares. Sabe-se, ainda, que tinha múltiplos sequestros seguidos de assassinatos. Entre eles, havia juízes, médicos, secretários, policiais judiciais, ex-ministros, nove excursionistas, congressistas, o monsenhor Isaías Duarte Cancino, governadores e deputados, entre outros.
Reyes também foi responsabilizado pelo massacre de Bojayá, onde morreram 119 pessoas, e o atentado terrorista contra o clube bogotano de El Nogal, em que morreram 36 pessoas.
O Governo do Paraguai tem um pedido de extradição contra ele, por ter sido quem assessorou logisticamente ao grupo conhecido como Patria Libre desse país. Esse grupo realizou o sequestro e posterior assassinato de Cecilia Cubas, filha do ex-presidente do Paraguai, Raúl Cubas Grau.

## Posição do Equador
Após a morte de Reyes, o presidente do Equador, Rafael Correa, declarou que o presidente colombiano o tinha informado da situação e afirmou que enviaria as suas forças militares investigar os factos ocorridos na zona de fronteira.
Posteriormente, Correa declarou que a Colômbia tinha entrado ilegalmente no território equatoriano para bombardear o acampamento de Reyes. Essa alegada incursão foi condenada afirmando que "aqui ninguém pode entrar e ainda menos armado, por mais que sejam forças irregulares ou regulares".
Segundo Correa, os guerrilheiros mortos foram bombardeados e "massacrados" utilizando "tecnologia de ponta" enquanto dormiam no seu acampamento, provavelmente com a ajuda de alguma "potência estrangeira" (não especificada), e o exército colombiano terá entrado no Equador unicamente para recuperar o cadáver de Reyes, abandonando os restantes.
Correa concluiu que "o presidente Uribe esteve mal informado ou descaradamente lhe mentiu, mas o governo equatoriano não irá permitir mais ultrajes do governo colombiano e vai até às últimas consequências para que se aclare este escandaloso facto de agressão ao nosso território e à nossa pátria".
O governo do Equador retirou o seu embaixador em Bogotá e enviou uma nota de protesto, na qual pede à Colômbia que explique o "indevido proceder das suas forças militares", reiterando que "nenhuma força militar regular ou irregular pode actuar no território do Equador que, com o direito à legítima defesa e à segurança, repelirá, capturará e submeterá à justiça aqueles que entrem armados no território ou se estabeleçam para desenvolver actividades à margem da lei". Na nota conclui-se que "o Estado equatoriano colaborou com as autoridades colombianas em ações conformes às leis dos dois países e aos direitos humanos. Lamentavelmente esta cooperação bilateral não se verificou em torno aos factos descritos, que portanto significam a violação da integridade territorial e a ordem legal do Equador".
Na noite de 2 de Março de 2008, o presidente Correa anunciou publicamente a expulsão do embaixador colombiano em Quito e solicitou a convocatória imediata dos Conselhos permanentes da OEA e da CAN, além de reiterar a mobilização de tropas equatorianas para a fronteira norte. Ao mesmo tempo, Correa exigiu ao governo colombiano "compromissos respeitosos com o Equador" e não apenas desculpas formais, as quais qualificou de "burla".
Comunicado emitido pelo governo da República do Equador:[carece de fontes?]
O Governo Nacional rompeu relações com a Colômbia logo que descobriu a realidade dos factos que ocorreram na  província de Sucumbíos na qual morreram vários integrantes das FARC.
Durante a verificação dos factos, o exército equatoriano localizou uma patrulha da Colômbia, a mesma que assinalou que estava rodeada por 200 elementos das Farc. “Dei imediatamente ordem de que se proteja por todos os meios essa patrulha, se é que havia um ataque das Farc. Protejam a vida dos soldados colombianos. Depois verificamos que tudo era falso, que era uma patrulha que tinha participado no ataque e que estava a ganhar tempo para poder regressar ao seu país”.
O governo colombiano, numa tentativa de diminuir a violação da soberania terriorial do equador, acusou os governos de Chavez e Correa de colaborarem com as FARC, Correa afirma que são mentira, e que tais documentos não estão assinados. Na suprema corte colombiana as informações porém foram consideraras ilegais para utilização como prova pela impossibilidade de atestar não ter havido manipulação por autoridades colombianas.

## Posição da Venezuela
O presidente venezuelano Hugo Chávez, reagiu de forma enérgica à morte de Raúl Reyes, manifestando que considerava de suma gravidade a alegada violação da soberania Equatoriana por parte das forças militares da Colômbia.
No mesmo dia do ocorrido o presidente venezuelano advertiu a Colômbia de se abster de fazer o mesmo em solo venezuelano porque "encontrar-se-à com uma guerra".
Em 2 de Março de 2008, Chávez falou no próprio programa Aló Presidente, que a morte de Reyes foi um "covarde assassinato" e afirmou que se produziu sem nenhum combate. Ao mesmo tempo, ordenou ao Ministro de Defesa da Venezuela, Gustavo Rangel, mobilizar 10 batalhões do exército à fronteira e solicitou ao Chanceler Nicolás Maduro, retirar todos os funcionários venezuelanos na embaixada de Bogotá e disse que enviaria aviões Sukhoi à fronteira em caso de se ordenar uma incursão militar Colombiana ao território venezuelano. O presidente venezuelano anunciou que "apoiaremos o Equador em qualquer circunstância" e pediu que outros governos latino-americanos se pronunciem ao respeito.
Chávez afirmou que Colômbia pretende converter-se em "Israel da América Latina". Posteriormente dirigiu-se em tom desqualificativo ao presidente colombiano: "Uribe é um criminoso, não só mentiroso, paramilitar e dirigente de um narcogoverno, lacaio do imperialismo norte-americano, subordinado de Bush e faz o que ele manda fazer. É criminoso e dirige uma banda de criminosos no Palácio de Nariño".
"Nós não queremos guerra, pois não vamos permitir ao império norte-americano e ao seu cachorro, o presidente Uribe e a oligarquia colombiana, que nos venha a dividir, a debilitar", concluiu Chávez.

### Críticas ao Chávez na Venezuela
Dentro e fora da Venezuela, surgem críticas contra o presidente Chávez, alegando que ele prejudicou a Nação num problema externo, uma vez que a Venezuela não foi invadida nem agredida.
Na tarde do dia 3 de março, o Governador do fronteiriço estado Zulia, Manuel Rosales, líder da oposição venezuelana, criticou a atitude de Chávez: "É que fala em nome de todos os venezuelanos e estou seguro que a imensa maioria deste povo não quer mais problemas, não quer mais violência, inconvenientes nem distanciamento com outros países, sem que solucionemos primeiro os nossos problemas." Acusou ainda o Presidente da Venezuela de "alta traição à pátria" por colocar a Venezuela "em atitude de guerra por defender as posições e andanças" de uma organização que representa a "guerrilha e o terrorismo".
Em 4 de março, o general Raúl Isaías Baduel, Comandante Geral do Exército da Venezuela até 2006 e Ministro da Defesa da Venezuela até junho de 2007, co-fundador do Movimento Bolivariano Revolucionário, junto com Hugo Chávez e outros, realizou duras críticas a respeito do anúncio da mobilização dos batalhões por parte de Chávez "havia sido usado diante de microfones, como se fosse um reality show. E esse anúncio provém de alguém que se supõe que os planos de mobilização devem manejar-se com reserva. Chávez quer ir a guerra com Mambrú: só porque a guerra não vão só generais e almirantes. Vão comandos meios, oficiais e sub-oficiais que pensam e sabem que não havia uma agressão contra o nosso país. As razões são fictícias. O povo venezuelano, que as forças armadas formam parte, sabe" e que dessa "importar o problema, pelo não havia nenhuma agressão ao nosso país, nem sequer uma ameaça certa".

## Posição da Colômbia
Horas depois da morte de Raúl Reyes, o presidente colombiano Álvaro Uribe afirmou que "hoje demos outro passo contra o terrorismo que não respeita fronteiras e que pretende seduzir os povos enquanto tem a possibilidade de utilizá-los e finalmente os invade e os surpreende", adiantando que assumia a responsabilidade total da operação.
Após as declarações de Correa e Chávez, o governo colombiano, mediante o seu chanceler Fernando Araújo, pediu desculpas ao Equador, "pela acção que se viu obrigado a executar junto da zona de fronteira, consistente na entrada de helicópteros colombianos com pessoal das Forças Armadas em território equatoriano, na qual se resgatou o cadáver de Raúl Reyes, de outro guerrilheiro e alguns elementos pessoais, tal como de abundante documentação e correspondência do terrorista, e três computadores". O comunicado adianta que "o Governo colombiano nunca teve a pretensão ou a disposição de faltar ao respeito ou fragilizar a soberania ou a integridade da irmã República do Equador".
A chancelaria afirmou que Raúl Reyes "dirigia desde há muitos anos operações criminosas no sul do nosso país e clandestinamente, a partir do território equatoriano sem o consentimento do seu Governo" e expressou a sua vontade de "avançar no desenvolvimento de mecanismos de cooperação na luta contra o terrorismo". O governo colombiano disse estar disposto a "indemnizar os cidadãos equatorianos que pudessem ter ficado afectados pelos factos antes descritos".
Posições da presidência da Colômbia asseguram ter documentos «tremendamente reveladores» que provam a existência de "vínculos" entre o Presidente do Equador, Rafael Correa, e os guerrilheiros das FARC. Tais documentos foram encontrados nos três computadores capturados pelos serviços secretos militares da Colômbia ao guerrilheiro Raúl Reyes, e vinculam seriamente o presidente equatoriano com o grupo FARC, segundo afirmou o director da Polícia da Colômbia, Óscar Naranjo.
Antes da meia-noite foi conhecida a posição do Equador face às acusações. O vice-ministro da Defesa Miguel Carvajal afirmou que as declarações do director da Polícia colombiana eram uma "patranha". Disse que não sabia de onde se "tirava isso" (a relação suposta dos vínculos de Correa com a guerrilha colombiana).
Em comunicado de 3 de Março de 2008, o governo colombiano declarou que não mobilizará tropas para as fronteiras com Equador e Venezuela, e afirmou que o seu interesse é a "recuperação da ordem pública interna", e anunciou que submeteria a verificação técnica internacional e colocaria ao conhecimento da OEA e das Nações Unidas a informação encontrada nos computadores de Raúl Reyes sobre supostos acordos, que, considera, "violam a normalidade internacional na sua proibição aos países de albergar terroristas".
Por seu lado, o Ministro da Defesa da Colômbia, Juan Manuel Santos, anunciou que a incursão das tropas colombianas no Equador para abater o segundo homem das FARC se poderia ter evitado com uma maior colaboração da parte de Quito. "Se houvesse um tipo de colaboração real do Equador para perseguir estes grupos, este tipo de situações não teria acontecido, mas nunca a tivemos. Eles sempre mantiveram uma posição de quem não quer interferir no conflito colombiano", disse Santos.[carece de fontes?]

### Documentos capturados
A presidência da Colômbia assegurou em 4 e 5 de Março ter ficado na posse de documentos "tremendamente reveladores" que provam a existência de "vínculos" entre o Presidente do Equador, Rafael Correa, o Presidente da Venezuela, Hugo Chávez, e os guerrilheiros das FARC. O governo colombiano afirma que tais documentos foram encontrados nos discos dos três computadores capturados pelos serviços secretos militares colombianos ao guerrilheiro abatido, argumentando que vinculariam seriamente essas ligações, segundo informou o director da Polícia da Colômbia, Óscar Naranjo.
Estes documentos tratariam de:
1. Estreito relacionamento dos presidentes do Equador e Venezuela com as FARC.[42][43]
2. Aliança armada entre as FARC e o governo da Venezuela.[44]
3. Que o Ministro da Segurança Interna e Externa do Equador, Gustavo Larrea, lhe tinha dito pessoalmente (a Reyes) que Quito tinha interesse em oficializar as relações com as FARC.[43]
4. A compra e venda de 50 quilogramas de urânio por parte do grupo terrorista.[45]
5. Nestes se destaca o agradecimento de Chávez pela ajuda de 105 000 dólares - ao câmbio da época - que recebeu da guerrilha quando estava na prisão em 1992, depois de tentar um golpe de estado contra o presidente Carlos Andrés Pérez.[46][47]
6. A documentação inclui correspondência de Luciano Marín, membro da direcção das FARC, na qual fala do financiamento da Venezuela à guerrilha por 300 milhões de dólares.[42][48][49]

## Posição de outros países
- Argentina: o chanceler Jorge Taiana afirmou que manteve conversas telefônicas com seus pares de Colômbia, Equador e Venezuela, assim como do Brasil, Chile e Paraguai. Entretanto, uma fonte próxima ao Palácio San Martín afirmou que existiu "uma evidente violação da soberania territorial de um país da região como o Equador".[50]

- Brasil: o chanceler Celso Amorim pediu à OEA que se investigue com prontidão o caso da violação da soberania do Equador.[51] O presidente Luiz Inácio Lula da Silva havia conversado com vários mandatários incluídos os dos três países para buscar uma saída para a crise.[52]

- Chile: a presidente Michelle Bachelet, afirmou que "uma situação desta natureza sem dúvida merece uma explicação por parte da Colômbia aos equatorianos, ao presidente equatoriano e ao conjunto da região" em entrevista à Rádio ADN de Santiago.[53]